# Atlantis Lucid Dreaming
Az Atlantis Lucid Dreaming a Therion svéd szimfonikus metal együttes kiadványa, amely a korábban kiadott A'arab Zaraq - Lucid Dreaming (1997) és Crowning of Atlantis (1999) lemezek közös kiadása.

## Számlista
1. In Remembrance
2. Black Fairy
3. Fly to the Rainbow (Scorpions-feldolgozás)
4. Under Jolly Roger (Running Wild-feldolgozás)
5. Symphony of the Dead
6. Here Comes the Tears (Judas Priest-feldolgozás)
7. Crowning of Atlantis
8. Mark of Cain
9. Clavicula Nox
10. Crazy Nights (Loudness-feldolgozás)
11. From the Dionysian Days
12. Thor (Manowar cover)
13. Seawinds (Accept-feldolgozás)
14. Black Sun (Live)